# La Revue des lettres modernes

La Revue des lettres modernes est une revue littéraire universitaire française fondée en 1954 par Michel Minard. Destinée à l'origine à être un périodique consacré à l'« histoire des idées et des littératures », elle est ensuite devenue une collection des éditions Lettres modernes Minard et accueille des séries de monographies consacrées à des auteurs.